# Naturreservatet Bosawás
Naturreservatet Bosawás (Reserva Natural Bosawás) är ett 6,811 km2 stort naturreservat i norra Nicaragua vid gränsen mot Honduras. Reservatet, som huvudsakligen består av tropisk skog, har ett fletal berg och floder inom sina gränser. Reservatet är det största naturreservatet i det 21,815 km2 stora biosfärområdet Bosawás, som också inkluderar nationalparken Cerro Saslaya och fem andra naturreservat.

## Geografi
Naturreservatet Bosawás ligger i kommunerna Wiwilí de Jinotega, San José de Bocay, Siuna, Bonanza och Waspán. I nordväst utgör en lång sträcka av Río Coco gränsflod mellan Bosawás i Nicaragua och nationalparken Patuca i Honduras. Reservatets övriga större floder är Río Bocay, Río Wina, Río Amaka, Río Waspuk och Río Ulí. De två sistnämnda utgör naturreservatets östra gräns. I Nicaragua gränsar Bosawás till nationalparken Cerro Saslaya i söder och det lilla naturreservatet Pis Pis i öster. Det finns et flertal betydande berg i Bosawás, som exempelvis Loma Par Par (807 m), Cerro Galán (1245 m), Loma Atapal Grande (1085 m), Cerro El Ocote (794 m), El Toro (825 m), Azna (817 m), Cerro Kuma Payta (643 m) och Cerro Aldolting (430 m).

## Flora och fauna
Naturreservatet har en rik flora och fauna.

## Biosfärområdet Bosawás

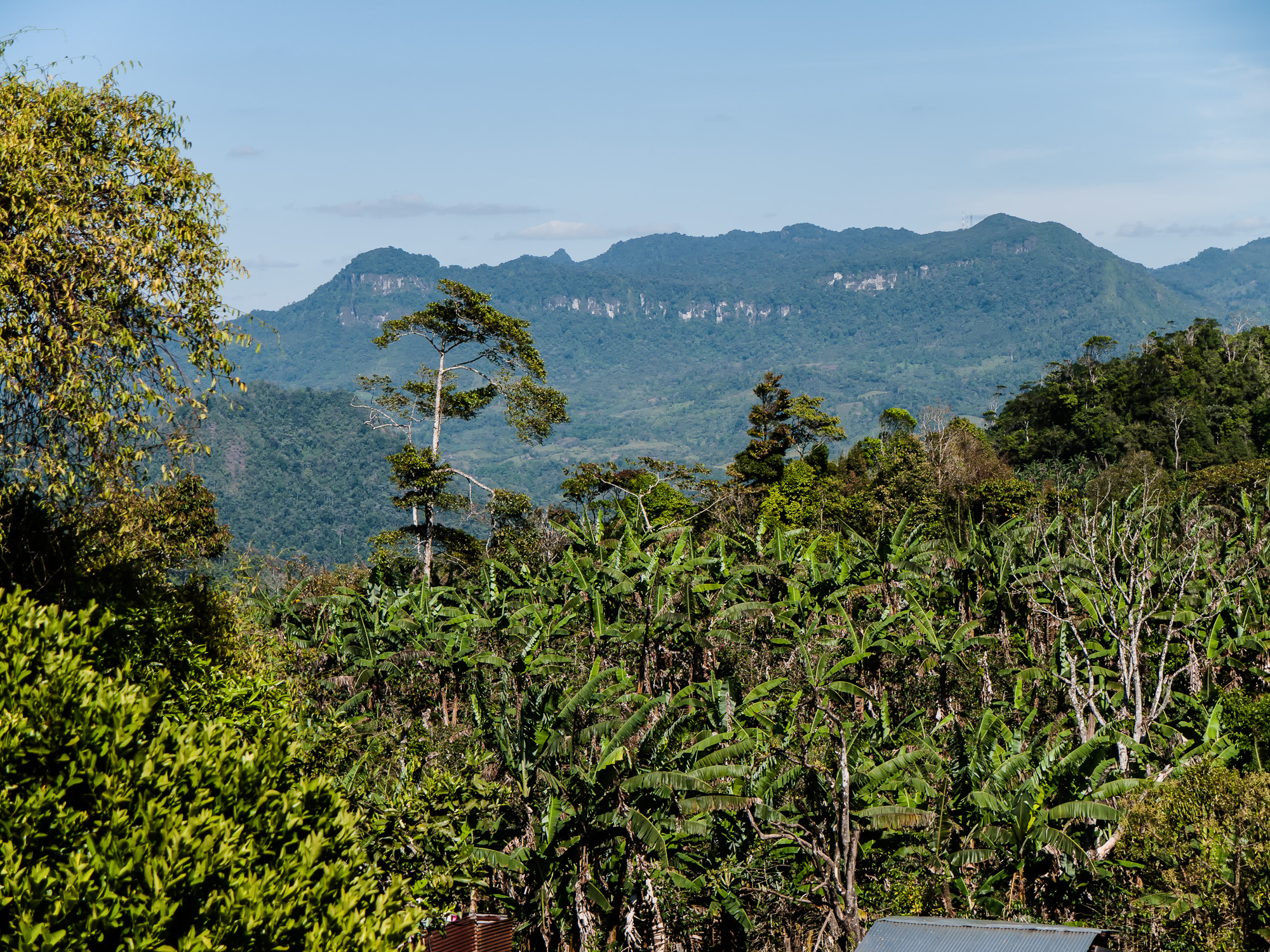
Naturreservatet Macizo de Peñas Blancas i Biosfärområdet Bosawás

Naturreservatet Bosawás utgör tyngdpunkten av det av UNESCO år 1997 utnämnda biosfärområdet Bosawás, men det 21,815 km2 stora biosfärområdet inkluderar också nationalparken Cerro Saslaya och de fem naturreservaten Cerro Cola Blanca, Cerro Banacrúz, Macizo de Peñas Blancas och Cerro Kilambé